# عربة التسوق

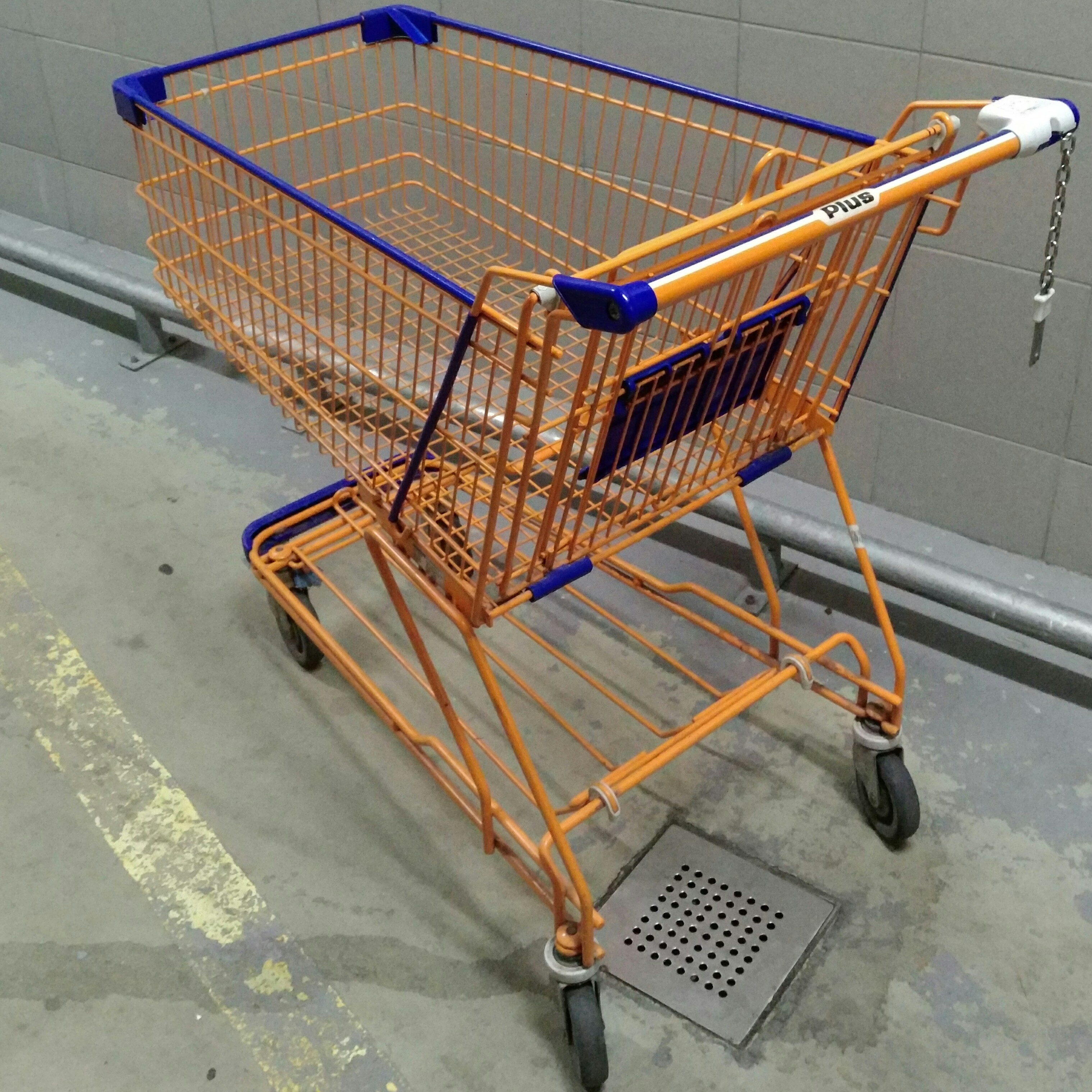
عربة تسوق.

عربة التسوق هي عربة تقدمها المتاجر عمومًا وخاصة الأسواق المركزية (سوبر ماركت) للزبائن داخل هذه المحلات لكي يتنقلوا بالمنتجات داخل المحل بسهولة حتى وصولهم إلى نقاط البيع (آلة تسجيل النقد). ويمكن في بعض المحلات استخدام العربة حتى الوصول إلى السيارة، وبعضها الآخر مصممة بطريقة تمنع خروجها من المحل.

## تاريخ
ابتكر عربة التسوق الأمريكي سيلفان جولدمان -صاحب سلسلة «هومبتي دومبتي سوبر ماركت» في أوكلاهوما سيتي في ولاية أوكلاهوما في الولايات المتحدة الأمريكية-، وقدمها أول مرة في يوم 4 يونيو 1937م.